# Sonya Noskowiaková
Sonya Noskowiaková (nepřechýleně Noskowiak; 25. listopadu 1900 – 28. dubna 1975) byla americká fotografka a členka významné fotografické skupiny f / 64 v San Francisku, ve které byli také Ansel Adams a Edward Weston.

## Život
Noskowiaková se narodila v Lipsku v Německu. Její otec byl zahradník, který v ní podnítil povědomí o zemi, která se později objevila v její fotografické tvorbě. V raných letech se pohybovala po celém světě, zatímco její otec hledal práci v Chile, pak v Panamě a konečně v Kalifornii. V roce 1915 se rodina přestěhovala do Los Angeles v Kalifornii a v roce 1919 se přestěhovala do San Franciska, kde se zapsala do sekretářské školy.
V San Francisku začala pracovat pro fotografa Johana Hagemeyera, který ji naučil základům obchodu. Díky Hagemeyerovi se setkala s Edwardem Westonem a od roku 1929 do roku 1935 žila s ním jako milenka, studentka, modelka, tiskla své komerční fotografie a byla náhradní matkou jeho dětem. Zatímco s Westonem vyvinula svou vlastní silnou vizi, rychle se stala známá svými portréty a výtvarnými obrazy. V 50. letech 20. století pokračovala ve fotografování a prodeji fotografií. V roce 1965 jí byla diagnostikována rakovina kostí a o deset let později zemřela v Marin County v Kalifornii.

## Fotografování
Při práci ve studiu Johana Hagemeyera ve dvacátých letech 20. století Noskowiaková objevila svou náklonnost k fotografování. Ale až roku 1929, kdy se setkala s Edwardem Westonem, začala plně rozvíjet svůj talent. Brzy se stala asistentkou ve Westonově tmavé komoře, kde ji učil jak řemeslo, tak i umělecké zacházení s fotografickou kamerou. Brzy začala objektivem snímat architekturu, zachytila silné profily mostů, majáků a vodních věží. Pod vedením Westona začala objevovat vzory v přírodě, které fotografovala s výrazným stylem, který „navrhuje soudržnost světa přírody“. Dora Hagemeyerová (švagrová Johana Hagemayera) napsala, že zatímco fotografický styl Noskowiakové byl čistý a přímý jako Westonovův, „vložila do své práce něco, co je v podstatě její vlastní: jemnou a křehkou krásu“.
V roce 1932 se Noskowiaková stala organizujícím členem krátce trvající skupiny f/64, která zahrnovala také významné fotografy jako Ansel Adams, Imogen Cunninghamová, Willard Van Dyke, Weston a jeho syn Brett. Členové f/64 věřili, že fotografování je samo o sobě uměleckou formou, takže fotografie nepotřebovala dodržovat normy výtvarného umění, aby byla definována jako umění. Noskowiakovy práce byly vystaveny na inaugurační výstavě skupiny f/64 v San Franciscu v Muzeum H. de Young; měla v expozici devět fotografií – stejný počet jako Weston.
Její fotky byly prezentovány na různých samostatných výstavách v Ansel Adams Gallery, galerii Denny-Watrous v Carmel v Kalifornii a v galerii Willard van Dyke v Oaklandu v Kalifornii. Byla také zařazena do několika skupinových výstav v muzeích Bay Area. Noskowiaková odešla ze skupiny f/64 někdy v roce 1934, nejspíš kvůli pokaženému vztahu s Westonem a možná také proto, že ostatní členové skupiny šli svou oddělenou cestou.
Pokračovala v portrétování takových osobností svého času jako byli Jean Charlot, John Steinbeck nebo Martha Grahamová. Portrét Steinbecka je obzvláště silný a je jedním z mála obrazů spisovatele z třicátých letech minulého století. A je často používán až do současnosti (cca 2010).
Pravděpodobně v roce 1935 si Noskowiaková otevřela vlastní studio. V roce 1936 byla jednou z osmi fotografů, včetně Westona, vybraných do uměleckého projektu Federal Art Project pro oblast Kalifornie. Další rok strávila fotografováním umělců z Kalifornie a jejich obrazů, soch a nástěnných maleb. Tyto snímky pak cestovaly po řadě veřejných institucí. Ačkoli pokračovala v pořizování uměleckých fotografií, od 40. let se živila především fotografováním portrétů, módy a architektury. V době, kdy Edward Weston odešel od Charisse Wilsonové a byla mu diagnostikována Parkinsonova nemoc, požádal Noskowiakovou, aby se k němu vrátila a obnovili svůj bývalý vztah, ale hrdě odmítla.
Noskowiaková přestala fotografovat v roce 1965 a zemřela v roce 1975 v Greenbrae v Kalifornii.
Její archivy, včetně 494 výtisků, stovek negativů a mnoho dopisů od Edwarda Westona, jsou nyní umístěny v Centru pro kreativní fotografii v Tucsonu v Arizoně.